# Sítio Classificado dos Açudes de Monte da Barca e Agolada
O Sítio Classificado dos Açudes de Monte da Barca e Agolada foi declarado Sítio Classificado em 1980, pelo Dec. Lei nº 197/80, de 24 de Junho, pelas caracteristicas impares da paisagem envolvente, e a conjugação do seu solo arenoso com a vegetação de pinheiro manso, bravo e montado de sobro.